# Klub berneński

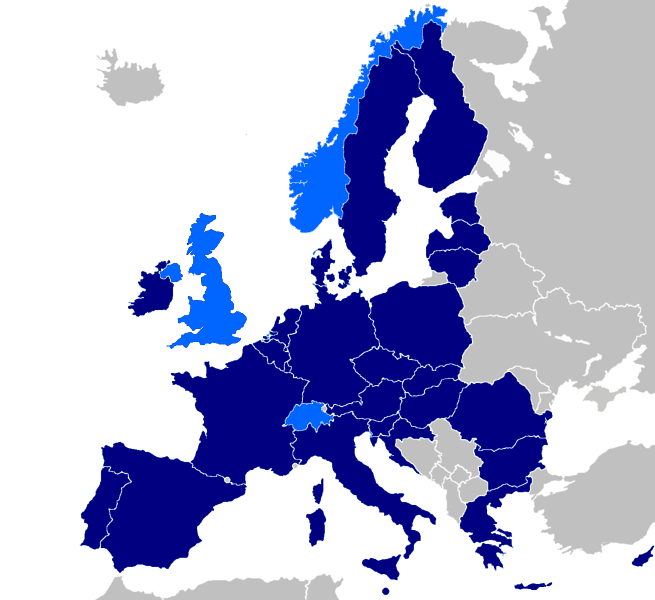
Członkowie klubu berneńskiego

Klub berneński – stowarzyszenie szefów europejskich służb specjalnych (państw członkowskich UE oraz Norwegii i Szwajcarii), założone w latach 70. XX wieku w celu powstrzymywania działalności palestyńskich terrorystów, dokonujących dzięki wsparciu służb specjalnych państw bloku wschodniego zamachów i porwań samolotów w krajach zachodniej Europy. Po zamachach z 11 września 2001 r. klub skoncentrował się na zagrożeniu ze strony dżihadystów i włączył do swojego grona przedstawicieli państw Europy Środkowej i Wschodniej.